# Seznam nejvyšších staveb v Ostravě
Toto je seznam nejvyšších staveb v Ostravě s výškou alespoň 50 m. Seznam není kompletní, jelikož neobsahuje zejména všechny komíny a chladicí věže nacházející se na území města Ostravy.
| Název                  | Umístění                            | Výška v metrech | Dokončení | Poznámka                                                                                     |
| ---------------------- | ----------------------------------- | --------------- | --------- | -------------------------------------------------------------------------------------------- |
| Komín Nové hutě        | Kunčice                             | 221             | 1972      | Ve vlastnictví energetické společnosti TAMEH Czech v areálu hutního podniku Liberty Ostrava. |
| Vysílač Hošťálkovice   | Hošťálkovice                        | 186             | 1980      | Rozhlasový a televizní vysílač.                                                              |
| Komín Nové hutě        | Kunčice                             | 167             | 1986      | Ve vlastnictví energetické společnosti TAMEH Czech v areálu hutního podniku Liberty Ostrava. |
| Komín Teplárny Přívoz  | Přívoz                              | 152             | 90. léta  | Komín vystavěn při modernizaci, jejímž účelem byla ekologizace teplárenského provozu.        |
| Nová radnice           | Prokešovo náměstí                   | 85,6            | 1930      | Nejvyšší radniční věž v ČR.                                                                  |
| Bolt Tower             | Dolní oblast Vítkovice              | 77,7            | 2015      | Nástavba vysoké pece, národní kulturní památka v průmyslovém areálu Vítkovických železáren.  |
| Ostravský mrakodrap    | Ostrčilova 2691/4, Moravská Ostrava | 68              | 1968      | V době dokončení nejvyšší obytná budova na území Československa.                             |
| Tieto Towers           | Náměstí Republiky, Moravská Ostrava | 53              | 2012      | Kancelářská budova pojmenován po největším nájemci společnosti Tieto.                        |
| Varenská Office Center | Varenská 2723/51, Moravská Ostrava  | 50              | 70. léta  | Kancelářská budova, dříve pod názvem Dům vodohospodářů.                                      |